# Benno Kaufhold
Benno Kaufhold (* 16. März 1953 in Hüpstedt) ist ein Ingenieurwissenschaftler und deutscher Politiker (CDU).

## Leben
Kaufhold besuchte die Schulen in Hüpstedt und Mühlhausen, wo er 1971 das Abitur ablegte. Es folgte ein Studium der Informationstechnik an der TH Ilmenau von 1973 bis 1977 mit anschließender Tätigkeit als Angestellter an der TH/TU bis 1994. 1981 promovierte Kaufhold dort, 1987 folgte die Habilitation. Er ist zurzeit Professor für Informations- und Kommunikationstechnik an der Dualen Hochschule Gera-Eisenach.
1990 trat Kaufhold in die CDU ein und von 1990 bis 1994 war er Landrat des Kreises Ilmenau. 2006 bis 2012 amtierte er erneut als Landrat des Ilm-Kreises.
Kaufhold ist verheiratet und lebt in Stützerbach bei Ilmenau.